# Kobylia dolina

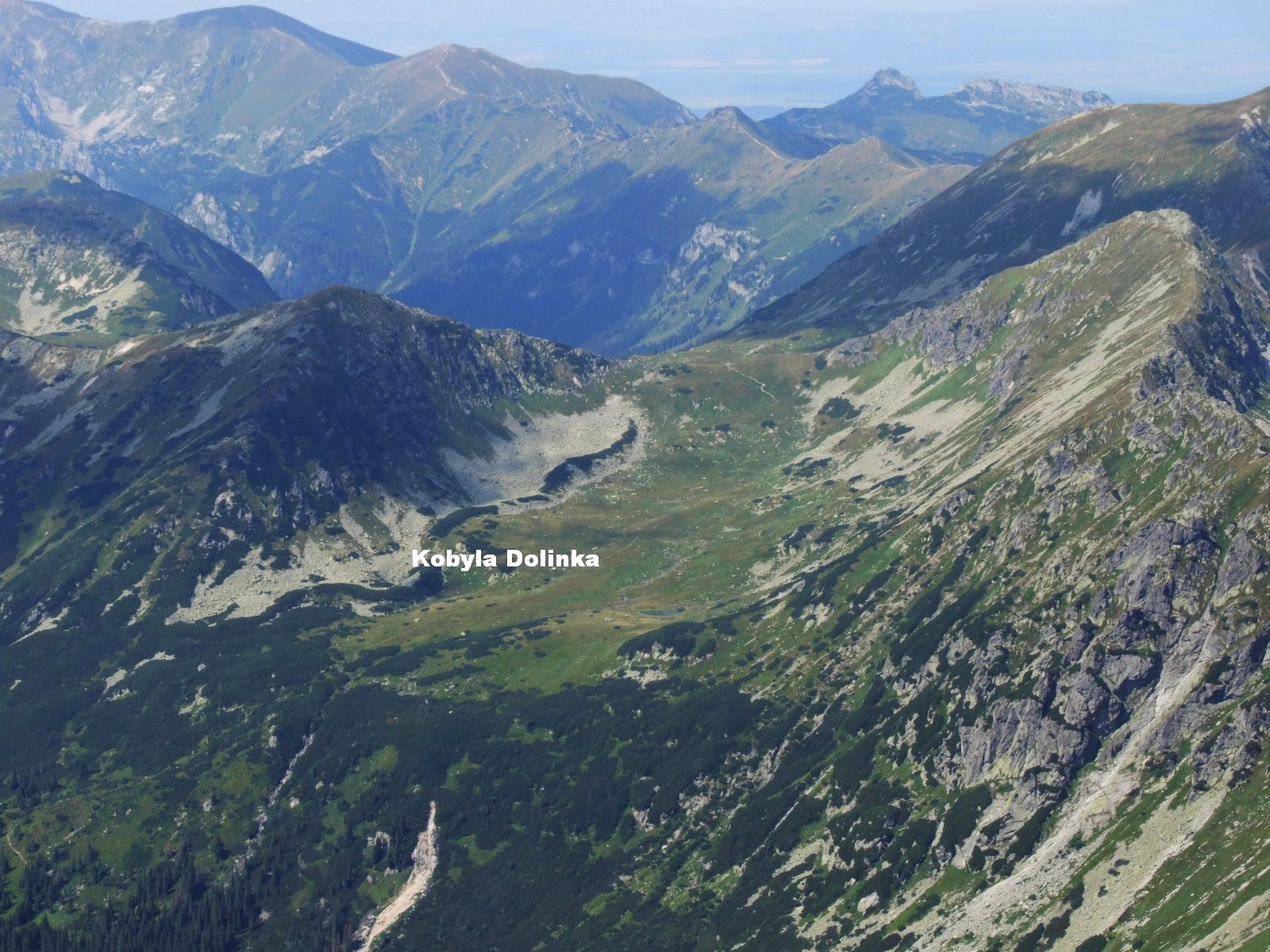
Pohled do klisen údolí z Kôprovského štítu

Kobylia dolina je údolí ve Vysokých Tatrách, která odbočuje z Koprové doliny směrem na sever. Leží v něm Kobylie pliesko. Prochází jim zeleně značená turistická stezka z Podbanského, resp. Tří studánek do sedla Závory.